# Trübe Wolken
Trübe Wolken ist ein Thriller von Christian Schäfer, der im Januar 2021 beim 42. Filmfestival Max Ophüls Preis seine Premiere feierte und am 24. Februar 2022 in die deutschen Kinos kam.

## Handlung
Der 17-jährige Paul Nebe interessiert sich für seltsame Dinge, so für Schleichpfade und verlassene Gebäude, geflüsterte Gespräche und liegengelassene Taschen. Auf seine Mitschülerin Dala Brünne und seinen kunstsinnigen Lehrer Erich Bulwer, die von verborgenen Sehnsüchten getrieben werden, übt der stille Einzelgänger gerade deswegen eine merkwürdige Faszination aus. Doch eines Tages wird ein Jugendlicher tot im Wald aufgefunden, und da Paul sehr oft dort herumstreift, gerät er unter Verdacht, seinen Mitschüler erschlagen zu haben. Entlastet wird er von Max, einem weiteren Mitschüler. Er berichtet von einem älteren Mann, den er auf dem Schulgelände gesehen haben will. Nachdem dann aber bei Pauls 14-jährigem Bruder Sachen des Ermordeten gefunden werden, wird Silas festgenommen.

## Produktion
Regie führte Christian Schäfer. Es handelt sich nach Dieter Not Unhappy aus dem Jahr 2017 um den zweiten Film, bei dem Schäfer Regie führte. Das Drehbuch schrieb Glenn Büsing. Als Inspirationsquellen haben die Filmemacher auf die Filme von Gus van Sant und der „Berliner Schule“ verwiesen.
Trübe Wolken erhielt von HessenFilm und Medien eine Produktionsförderung Kino in Höhe von 200.000 Euro und von der Film- und Medienstiftung NRW eine Produktionsförderung in Höhe von 150.000 Euro.
Gedreht wurde an 30 Drehtagen von Anfang Juli bis Mitte August 2020 in Köln, Krefeld und Gießen und Umgebung. Als Kamerafrau fungierte Sabine Sina Stephan.
Die Filmmusik komponierten Christopher Colaço & Philipp Schaeper.
Ab 18. Januar 2021 wurde Trübe Wolken im Wettbewerb des 42. Filmfestivals Max Ophüls Preis uraufgeführt, das pandemiebedingt komplett online stattfand. Hiernach wurde der Film im Rahmen mehrerer deutscher und internationaler Filmfestivals vorgestellt, darunter beim ebenfalls online stattfindenden Lichter Filmfest im April 2022, beim Festival de Cine Alemán und bei den Queeren Fürstenwalder Filmtagen.
Am 24. Februar 2022 kam der Film in die deutschen Kinos. Trübe Wolken erscheint in der Edition Salzgeber.

## Rezeption

### Kritiken

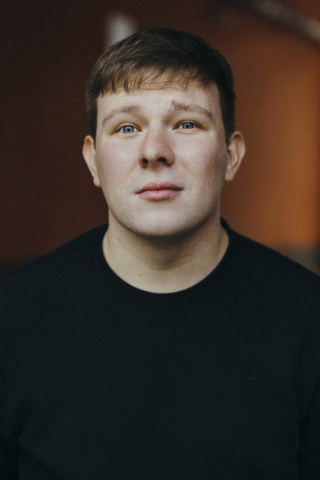
Christian Schäfer

Ulrich Kriest vom Filmdienst schreibt, der Film liefere atmosphärisch Material und Indizien, gönne sich aber den Luxus loser Handlungsfäden und unbestimmter Bilder: „Was da zu sehen ist, erzählt mehr vom Schrecken des Erwachsenwerdens als Dutzende Filme, die dies vorzugsweise komödiantisch auflösen.“ Trübe Wolken sei eine Ausstattungsorgie, in der jedes von Kamerafrau Sabine Sina Stephan brillant in Szene gesetzte Detail die Tristesse der mittelhessischen Provinz atme.
Peter Gutting von der Gilde deutscher Filmkunsttheater schreibt, es sei faszinierend, wie eine Erzählung vom undefinierbaren Zustand der Entfremdung, des vielleicht nicht nur pubertären Suchens einen derartigen Sog ausüben kann: „Paul bewegt sich in kunstvoll komponierten Räumen wie ein Tagträumer, losgelöst und schwerelos, wie hinter einem Schleier und manchmal wie umstellt von Spiegeln.“ Dank dem hervorragenden Nachwuchsschauspieler Jonas Holdenrieder reiße die emotionale Einfühlung in eine Art „Junge ohne Eigenschaften“ auch in schwierigen Momenten nicht ab, und der Mut zum Experiment entführe den Zuschauer in einen Film abseits ausgetretener Pfade, auch wenn das Risiko bestehe, Zuschauer zurückzulassen, die sich im Wald der Rätsel verlaufen.

### Einsatz im Unterricht
Das Onlineportal kinofenster.de empfiehlt den Film ab der 10. Klasse für die Unterrichtsfächer Deutsch, Darstellendes Spiel, Kunst, Ethik und Psychologie und bietet Materialien zum Film für den Unterricht. Dort schreibt Christian Horn, Trübe Wolken liefere plastisches Anschauungsmaterial für eine filmästhetische Analyse. Zunächst könne die grundlegende Genre-Mischung benannt und erörtert werden. Bei der Machart spiele die Filmmusik eine zentrale Rolle, die auch in alltäglichen Szenen Unheil verkündet. Als Beispiel könne der dialoglose Einstieg untersucht werden, der wesentliche Elemente der Inszenierung etabliert: „Vor allem die Erzeugung einer dichten Atmosphäre, die den Inhalt überlagert.“

### Auszeichnungen
Festival des deutschen Films 2021
- Nominierung für den Rheingold-Publikumspreis[13]

Filmfestival Cottbus 2021
- Nominierung im U18-Wettbewerb Jugendfilm[14]

Filmfestival Max Ophüls Preis 2021
- Nominierung im Wettbewerb Spielfilm[15]
- Auszeichnung Bester Schauspielnachwuchs (Jonas Holdenrieder)[16]

Kinofest Lünen 2021
- Nominierung im Wettbewerb um die Lüdia[17]

Lichter Filmfest 2021
- Lobende Erwähnung[18]